# Carl Sonnenschein
Carl Ernst Christian Sonnenschein (ur. 15 lipca 1876 w Düsseldorfie, zm. 20 lutego 1929 w Berlinie) – niemiecki duchowny katolicki, teolog, filozof, działacz i reformator społeczny, organizator organizacji pomocowych w ramach katolickiego nurtu społecznego (adresowanych zwłaszcza do robotników i studentów), apostoł metropolii berlińskiej. Po śmierci nazywany Świętym Franciszkiem z Berlina. Był prekursorem nowych form duszpasterstwa wielkomiejskiego, na szerszą skalę rozwijanych dopiero po II wojnie światowej. Theodor Eschenburg, rektor Uniwersytetu w Tybindze, uważał go za jednego z najbardziej znaczących duchownych czasów bismarckowskich i Republiki Weimarskiej.

## Życiorys

### Do 1918
Był synem hydraulika Ernsta (1848–1878) oraz Marii z domu Lüttgenau (1852–1901). Gdy miał dwa lata, jego ojciec zmarł z ran w wojnie francusko-pruskiej. Od 1886 do 1894 uczył się w Gimnazjum Królewskim w Düsseldorfie. 8 marca 1894 zdał maturę. W czasach szkolnych udzielał korepetycji, a zarobione pieniądze rozdzielał między osoby ubogie. 28 kwietnia 1894 rozpoczął naukę na Uniwersytecie w Bonn, ale już po roku nauki, w 1895, z inicjatywy archidiecezji kolońskiej przeszedł na Papieski Uniwersytet Gregoriański w Rzymie. Uczył się w jezuickim Collegium Germanicum. Wolny czas przeznaczał na lekcje dla ubogich dzieci w wieku 5–12 lat i stąd uzyskał przydomek poskromiciela łobuziaków. Studia z filozofii ukończył 23 czerwca 1897, a z teologii 10 lipca 1897. Na obu wydziałach otrzymał doktorat bez konieczności sporządzania dysertacji.
W dniach 5-8 września 1900 zorganizował I Międzynarodowy Kongres Studentów Katolickich w Rzymie. 28 października 1900 otrzymał święcenia kapłańskie, a mszę prymicyjną odprawił w Rzymie, w kościele Trinità dei Monti. Opanował płynnie język włoski i kontaktował się z przedstawicielami włoskiej chrześcijańskiej demokracji, co wpłynęło na jego dalszy rozwój. Od 1898 do 1901 współpracował z miesięcznikiem La Cultura Sociale, głównie pod pseudonimem Lujo Saalenstein.
6 sierpnia 1901 powrócił do Düsseldorfu, a 10 lutego 1902 oddelegowano go do parafii św. Jakuba w Akwizgranie. 23 stycznia 1903 został przeniesiony do kościoła Najświętszej Marii Panny na Kapitolu w Kolonii. Prowadził tu pracę z młodzieżą. 14 maja 1904 założył Komisję Opieki dla Męskich Młodocianych Absolwentów Szkół (doradztwo zawodowe, dokształcanie, pośrednictwo pracy, poradnictwo rodzicielskie). 3 września 1904 przeniesiono go do parafii Najświętszego Serca Jezusowego w Elberfeld, gdzie oddał się pomocy ubogim, edukacji dziewcząt (był zwolennikiem studiów dla kobiet) i pomocy środowisku włoskich robotników (wydawał gazetę L’Italiano in Germania). W 1905 bronił robotników strajkujących podczas budowy ratusza w Remscheid i choć dochodzenie prowadzone w tej sprawie umorzono, to utracił zaufanie przełożonych i został przez biskupa Georga Koppa pozbawiony możliwości wykonywania obowiązków duszpasterskich. Skrytykował go m.in. kardynał Kolonii, Anton Hubert Fischer. W sierpniu 1906 został urlopowany na czas nieokreślony i wyjechał do Mönchengladbach, gdzie m.in. za wstawiennictwem teologa Augusta Piepera został członkiem w Stowarzyszeniu Ludowym na Rzecz Katolickich Niemiec, a w sierpniu 1906 zainicjował pracę w centrali tej organizacji.
Swoją działalność opierał na założeniach katolicyzmu społecznego. Pragnął zwiększenia roli społecznej katolików w Niemczech, m.in. przez aktywizację katolików z wyższym i średnim wykształceniem. Działał na rzecz reform prawa wyborczego. Nie mogąc sprawować liturgii i katechezy skoncentrował się na pracy z warstwami ubogimi. W 1907 rozpoczął kierowanie Sekretariatem Studenckiej Pracy Społecznej w Stowarzyszeniu Ludowym na Rzecz Katolickich Niemiec. W swoim domu stworzył bursę dla studentów, a w kilku innych miastach ośrodki studenckie. Krytykował rozwiązły i rozrzutny styl życia niektórych studentów. Był ortodoksyjny w kwestiach teologicznych, jednak w zakresie społecznym był zwolennikiem współdziałania międzyreligijnego.
Podczas I wojny światowej dystansował się od niemieckiego entuzjazmu narodowego. W 1915 wstąpił do Towarzystwa Niemiecko-Flamandzkiego wspierającego flamandzkie interesy narodowe i językowe. Po zakończeniu działań wojennych stworzył katolickie biuro pracy w Mönchengladbach.

### Po 1918
W listopadzie 1918 musiał uchodzić z Mönchengladbach, które dostało się pod okupację belgijską (mógł oczekiwać represji za działalność proflandryjską – Flandrowie optowali za przyłączeniem do Niemiec). Zamieszkał w Berlinie, gdzie lokalna hierarchia katolicka przyjęła go chłodno, uważając za zbyt liberalnego, a nawet za heretyka, rewolucjonistę i kryptosocjalistę. Nie mógł publicznie zabierać głosu i głosić kazań, więc zajął się działalnością społeczną. Otworzył biuro Stowarzyszenia Ludowego na Rzecz Katolickich Niemiec i organizacji studenckiej. W 1920 mianowano go duszpasterzem środowiska studenckiego Berlina i metropolii. W 1921 wstąpił do organizacji Pax Romana. Skupiał wokół swej osoby studentów o zainteresowaniach społecznych i socjalnych. Założył Powszechny Urząd Pracy. W 1923 zainicjował tworzenie Katolickiego Uniwersytetu Ludowego. Wspierał też włoskich robotników żyjących w Berlinie. Wydawał dla nich czasopismo Italiani in Berlino. Nazywano go Groβstadtapostel, czyli Apostołem Wielkiego Miasta.
W całym okresie berlińskim był otwarty na nowe formy duszpasterstwa. Był pierwszym katolickim księdzem ewangelizującym przez radio. Pierwszą audycję nadał 1 lutego 1925. 21 maja 1926 otworzył katolicką Czytelnię Akademicką. 26 listopada 1926 założył Marchijskie Stowarzyszenie Sportów Wodnych, a potem Koło Robocze Twórców Katolickich. Sprzeciwiał się usuwaniu dzieł religijnych z bibliotek publicznych. Był też inicjatorem budowy osiedli robotniczych: Sankt-Joseph-Siedlung w Tegel i Siedlung Marienfelde-Mariengarten w Marienfelde. Od 1924 redagował Katholische Kirchenblatt, co poprawiło sprzedaż pisma. Włączył doń wkładkę włoskojęzyczną. Skupiał się w dużym stopniu na pomocy ludziom z wyższym wykształceniem, którzy po I wojnie światowej znaleźli się w złym położeniu. Jego działalność społeczną wspierali: rosyjska artystka Harriet Ellen Siderovna von Rathlef-Keilmann, niemiecki dziennikarz Hubertus Prinz zu Löwenstein-Wertheim-Freudenberg i żydowska poetka Else Lasker-Schüler. Po samobójczej śmierci brata, Ernsta, celebrował pogrzeby samobójców, którym Kościół odmawiał takiej posługi.
Angażował się również w działania polityczne – z list Berliner Zentrumspartei kandydował bez powodzenia do Reichstagu (1928). Był zwolennikiem Republiki Weimarskiej i współpracy SPD na terenie całych Niemiec. W 1928 był współzałożycielem Towarzystwa Historycznego Katolickiej Marchii (w 1930 przemianowane na Historyczne Stowarzyszenie Diecezjalne), zachęcającego do zaznajamiania się z historią lokalnego katolicyzmu i prowadzeniem badań naukowych w tym zakresie.
W ostatnich dziesięciu latach życia cierpiał na niewydolność serca, a wcześniej także na  problemy z nerkami. Leczył się m.in. w Lugano. Zmarł w Szpitalu św. Jadwigi w Berlinie. Dwa dni przed śmiercią dostał list od kardynała Eugenio Pacellego z błogosławieństwem przekazanym przez papieża Piusa XI. Jego pogrzeb zgromadził około 12.000 ludzi, w tym polityków i urzędników, również socjaldemokratycznych. Pochowano go na cmentarzu św. Jadwigi przy Lisenstraβe w Berlinie (Alter Domfriedhof der St.-Hedwigs-Gemeinde). Nekrolog napisała m.in. Else Lasker-Schüler. W 1930 jego biografię napisał Ernst Thrasolt (recenzował ją Kurt Tucholsky).

## Rodzina
Miał brata, Ernsta Theodora (1878–1906). W 1884 jego matka ponownie wyszła za mąż za konstruktora fortepianów, Johanna Heinricha Nolla (1850–1915).